# BMW 531
Der BMW 531 – manchmal auch als BMW 331 bezeichnet – war der Prototyp eines kleinen PKW, den Fritz Fiedler 1951 als ersten Wagen nach dem Zweiten Weltkrieg konzipierte. Es sollte das erste Nachkriegsauto von BMW werden.

## Geschichte
Für die zweisitzige Limousine lieferte, wie schon in den Anfangsjahren nach dem Ersten Weltkrieg, Austin das Vorbild für die Karosserie. Geschwungene Kotflügel mit integrierten Scheinwerfern und die runde Kofferraumhaube erinnerten stark an den später erscheinenden BMW 501.
Nach Intervention des Direktors Hanns Grewenig wurde eine Serienfertigung allerdings verworfen, weil man einen Kleinwagen der Firma BMW nicht für würdig hielt.

„BMW-Wagen sollen die Visitenkarte der deutschen Gesellschaft sein.“

Darüber hinaus wäre die Anschaffung mehrerer Großblechpressen, um die für die Wirtschaftlichkeit des Projekts notwendigen hohen Stückzahlen produzieren zu können, für BMW nicht finanzierbar gewesen.

## Technik
Als Antrieb diente ein vorne eingebauter, gebläsegekühlter Zweizylinder-Boxermotor aus dem Motorradbau von BMW, der die Hinterräder antrieb. Der Hubraum betrug 600 cm³, die Leistung ist nicht bekannt.
Die Türen waren hinten angeschlagen, Front- und Heckscheibe jeweils durch einen schmalen Steg in der Mitte geteilt. In den Ausmaßen entsprach der Wagen in etwa dem zeitgenössischen Fiat Topolino.

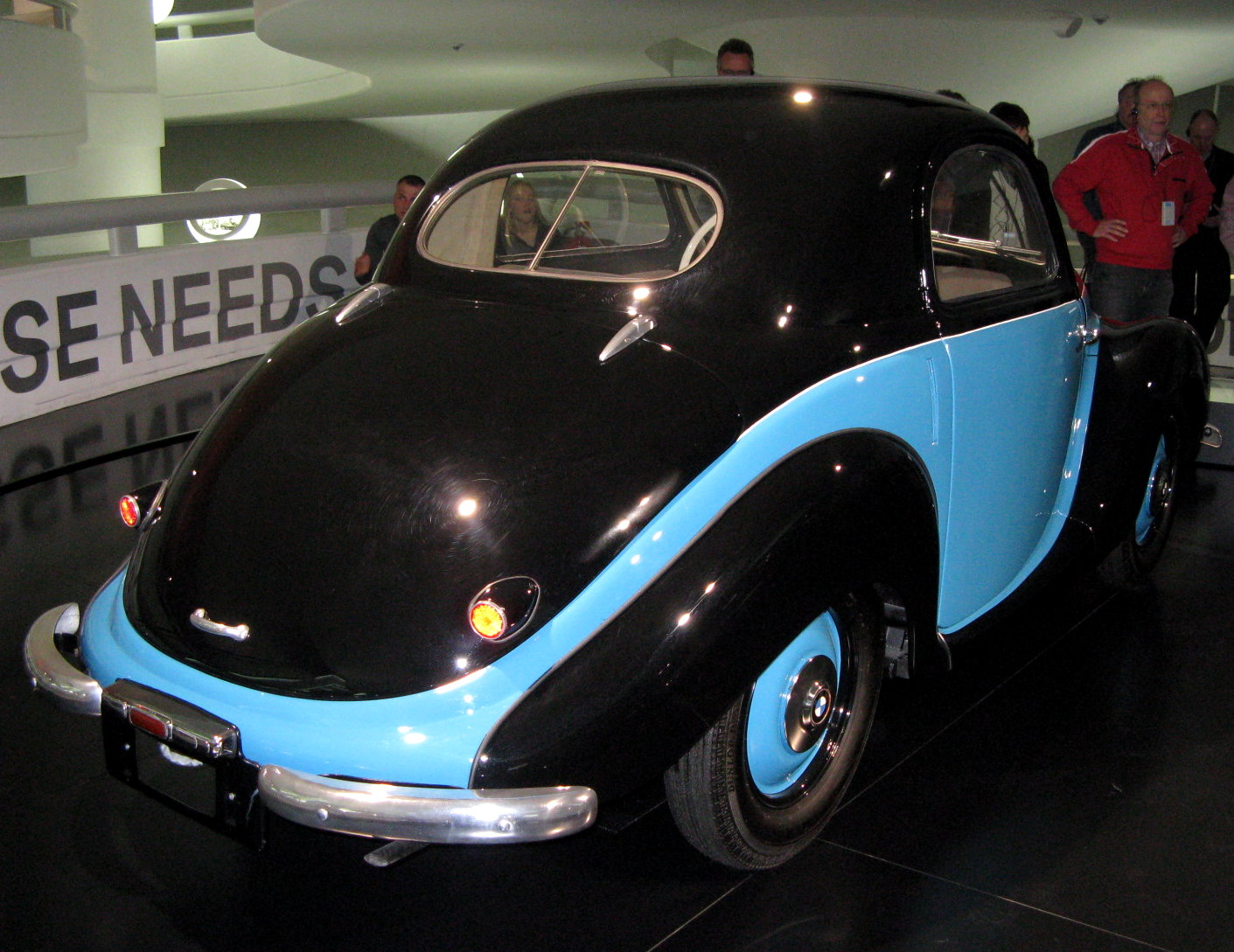